# Mirador O'Higgins
El mirador O'Higgins es un mirador panorámico y monumento ubicado en el cerro San Roque, en la ciudad de Valparaíso, Chile, que conmemora el lugar exacto en donde Bernardo O'Higgins vio zarpar a la Primera Escuadra Nacional el 9 de octubre de 1818.
El monumento fue erigido por iniciativa del Cuerpo de Policía de Valparaíso para recordar el Centenario de Chile, y fue inaugurado el 17 de septiembre de 1910.